# 生口氏
生口氏（いくちし、いくちうじ）は、日本の氏族。鎌倉幕府の功臣・土肥実平の後裔・小早川氏の庶流一族である。

## 出自
桓武平氏平良文の流れを汲む相模国土肥郷を発祥とする土肥氏の一族で、土肥実平の子・遠平が安芸国沼田荘（広島県三原市）地頭職に補任され、養子・景平がこれを継ぎ小早川氏を称した。その後裔、沼田小早川氏・小早川宣平の子・惟平が瀬戸内海生口島を本拠地とし、生口氏を称したことに始まる。ちなみに景平の実父は平賀義信であったとされ、これ以降は源氏の一族とも言える。

## 南北朝時代
暦応4年（1341年）、沼田小早川氏の本拠地・沼田荘内に造成した新田を小早川宣平の子・道祖鶴丸が分知され小早川氏の庶子家として始まることになる。この道祖鶴丸が後の生口氏の初代当主・生口惟平である。 
康永元年・興国3年（1342年）、北朝勢として南朝方の伊予国世田山城攻略戦に参戦。これに乗じて 小泉氏など他の小早川氏庶子家と共に、瀬戸内海の弓削島、因島、生口島などに進出。後に本拠地を生口島に移し、地名をとって生口氏を称した。二代当主・生口公実の頃には、瀬戸内海の交通の要衝で水運の拠点でもあったこの地の商人と積極的に結びつき水運に深く関わっていった。1415年(応永23年)、仏通寺建立に際して小早川一族が馬を寄進した「仏通寺仏殿立柱馬注文写」（『小早川家文書』）には、「屋形」（小早川則平）に並んで「生口殿(生口公実)」が書かれており、当時の生口氏が小早川一族内で重きをなしていたことが窺える。

## 室町時代
生口氏は生口守平の代となって、永享5年（1433年）、室町幕府より正式に生口島地頭職を得ている。
15世紀末期になると惣領家・沼田小早川氏より小早川煕平の子・元清を当主として迎えたようである。

## 戦国時代
毛利・小早川水軍の一翼を担い第一次木津川口の戦いなど各地を転戦した生口景守の名を史料にみることができる。
能島来島因島由来記には天正18年（1590年）時点の村上氏御附人として生口三河守景孝、生口三河守五郎左衛門尉景国の名をみることができる。

## 略系図
```
土肥実平

 　┃
　
遠平

 　┠────┐
　
維平
 　
小早川景平
(実父：
平賀義信
)
 　　　　　　┃
　　　　　　
茂平
　
 　　　　　　┃
　　　　　　
雅平

 　　　　　　┃
　　　　　　
朝平

 　　　　　　┃
　　　　　　
宣平

       ┏━━┻━┓　　　　　
 
小早川貞平
  
生口惟平
　　
                 ┣━━━┓
                 
公実
　　
守平

                 ┃
                 
隆平

                 │
                 
守平
　
```